# 其后昂古城
其后昂古城，位于中国青海省化隆县沙连堡乡其后昂村，为第八批青海省文物保护单位，公布日期为2008年4月10日，类型为古遗址。
其后昂古城的历史年代为宋。